# نيكولاس بيريكون
نيكولاس بيريكون (بالإنجليزية: Nicholas Perricone)‏ هو أحد الأطباء الأمريكين المشهورين. وهو طبيب الأمراض الجلدية المعتمد ورجل أعمال ومؤلف لكتب تطوير الذات المتعلقة بخسارة الوزن والحفاظ على هيئة الشباب.وحصل على شهادته الطبية من جامعة ولاية متشغان في كلية الطب البشري وعيادته على الطريق الخامس في مانهاتن.
انه يعارض استخدام البوتوكس  ويقدم حجج تؤكد ان التمارين تعتبر أحد المضادات لالتهاب الغذاء بالإضافة إلى ان مكملات الحمية والاطعمة فائقة الجودة والمنتجات المحلية باستطاعتهم المساعدة في محاربة تقدم السن وتاثيرهم في المظهر الخارجي. تبيع شركته إن.ڤي.بيركون وإم.دي المحدودة منتجات لعلامة تجارية وصفت في كتبه والتي يسوقهم في عروض تلفزيونية مثل الطبيب اوز وحقق عام 2008 خمسين الف دولار من الدخل الاجمالي.بالنسبة لمدرب بير، اتهمه منتقدينه بانه يقدم وعود غير معقولة حتى يبيع المنتج. ترجع ادعائاته بتقديم دلائل بواسطة أبحاث علمية قليلة جدا ولم ينشر أي بحث انجزه بنفسه في الصحيفة الطبية التي ستكون موضوعا لاستعراض الفائض".
يملك هاريت هال وستيڤن باريت ملاحظة لكتابات بريكون تلك «انها تتضمن العديد من الادعائات القابلة للمناقشة والجدالية والوهمية وغير المدعومة بنشر الدلائل أو خاطئة بشكل صريح».

## الروابط الخارجية
- Perricone MD